# Akatopora circumsaepta
Akatopora circumsaepta är en mossdjursart som först beskrevs av Uttley 1951.  Akatopora circumsaepta ingår i släktet Akatopora och familjen Antroporidae. Inga underarter finns listade i Catalogue of Life.